# The Show (Girls Aloud)
The Show è un singolo del gruppo musicale pop britannico Girls Aloud, estratto dal secondo album del gruppo What Will the Neighbours Say?.
Il singolo è stato pubblicato il 18 giugno 2004 dall'etichetta discografica Polydor e ha debuttato alla posizione numero due della classifica britannica, rimanendo per sei settimane tra le prime quaranta posizioni. Il singolo conteneva vari remix e un'intervista, intitolata The After Show.
La canzone è stata scritta da Miranda Cooper, Brian Higgins, gli Xenomania, Tim Powell, Lisa Cowling e Jon Shave ed è stata prodotta da Brian Higgins insieme agli Xenomania. È stato pubblicato il 3 giugno 2006, due anni dopo, in Australia, come secondo singolo dell'album.

## Tracce e formati
UK CD1 (Polydor / 98670415)
1. The Show — 3:36
2. Jump (Flip & Fill Remix) — 6:15

UK CD2 (Polydor / 98670408)
1. The Show — 3:36
2. The Show (Gravitas Club Mix) — 6:50
3. The After Show (Interview) — 5:30
4. The Show (Video) — 3:38
5. The Show (Karaoke) — 3:38
6. The Show (Game)

UK 3" CD (Polydor / 98674437)
1. The Show — 3:36
2. Jump (Flip & Fill Remix) — 6:15
3. The Show (Ringtone)

Limited Fan Edition - CD-Maxi (Polydor 9867040 (UMG) / EAN 06024986704048)
1. The Show - 3:39
2. The Show (Gravitas Club Mix) - 6:55
3. The After Show (Interview) - 5:35

- Extras: Video, Karaoke Video & Game

## Classifiche
| Classifica (2004) | Posizione raggiunta |
| ----------------- | ------------------- |
| Regno Unito       | 2                   |
| Irlanda           | 5                   |